# Acanthocreagris focarilei
Acanthocreagris focarilei är en spindeldjursart som beskrevs av Giulio Gardini 1998. Acanthocreagris focarilei ingår i släktet Acanthocreagris och familjen helplåtklokrypare. Inga underarter finns listade i Catalogue of Life.